# Kanton Chaumergy
Kanton Chaumergy (francouzsky Canton de Chaumergy) je francouzský kanton v departementu Jura v regionu Franche-Comté. Tvoří ho 16 obcí.

## Obce kantonu
- Bois-de-Gand
- La Chassagne
- Chaumergy
- La Chaux-en-Bresse
- Chêne-Sec
- Commenailles
- Les Deux-Fays
- Foulenay
- Francheville
- Froideville
- Recanoz
- Rye
- Sergenaux
- Sergenon
- Le Villey
- Vincent